# Szprotawa
Szprotawa (Duits: Sprottau) is een stad in het Poolse woiwodschap Lubusz, gelegen in de powiat Żagański. De oppervlakte bedraagt 10,94 km², het inwonertal 12.648 (2005).
De stad is de geboorteplaats van de Duitse dichter en theoloog Jakob Ebert.

## Verkeer en vervoer
- Station Szprotawa